# Вилкова
Ви́лкова (рос. Вилкова) — присілок у складі Аромашевського району Тюменської області, Росія.
Населення — 138 осіб (2010, 167 у 2002).
Національний склад станом на 2002 рік:
- росіяни — 98 %